# Campeonato Sul-Americano de Atletismo de 1937
O Campeonato Sul-Americano de Atletismo de 1937 foi organizado pela CONSUDATLE entre os dias 27 a 30 de maio na cidade de São Paulo, no Brasil, sendo a primeira vez que o evento ocorreu no Brasil. Foram disputadas 24 provas com a presença de quatro nacionalidades.

## Medalhistas

### Masculino
| Evento                    | Ouro                           | Ouro    | Prata                           | Prata   | Bronze                       | Bronze  |
| ------------------------- | ------------------------------ | ------- | ------------------------------- | ------- | ---------------------------- | ------- |
| 100 metros                | José de Assis · Brasil         | 10.6 =  | José Ferraz · Brasil            | 10.8    | Roberto Cavanna · Argentina  |         |
| 200 metros                | Carlos Hoffmeister · Argentina | 21.6    | Aloisio Queiroz Telles · Brasil | 21.7    | Roberto Cavanna · Argentina  |         |
| 400 metros                | Antônio Damaso · Brasil        | 50.0    | Roberto González · Argentina    | 50.1    | Ciro de Andrade · Brasil     | 50.1    |
| 800 metros                | Inocencio Di Pino · Argentina  | 1:56.2  | Roberto Gregg · Argentina       | 1:56.4  | Floriano de Souza · Brasil   |         |
| 1 500 metros              | Néstor Gomes · Brasil          | 4:04.4  | Floriano de Souza · Brasil      | 4:08.6  | Luis Elorga · Argentina      | 4:10.6  |
| 3 000 metros              | Ubaldo Ibarra · Argentina      | 8:53.6  | Carmelo Di Gaeta · Uruguai      | 8:54.6  | Néstor Gomes · Brasil        | 8:54.6  |
| 3 000 metros por equipe   | Brasil                         |         | Argentina                       |         | Uruguai                      |         |
| 5 000 metros              | Roger Ceballos · Argentina     | 15:41.8 | Ubaldo Ibarra · Argentina       | 15:52.8 | Mário de Oliveira · Brasil   | 16:23.4 |
| 10 000 metros             | Mário de Oliveira · Brasil     | 33:02.6 | Ubaldo Ibarra · Argentina       | 33:56.8 | José dos Santos · Brasil     |         |
| Marcha atlética 20 milhas | Saturnino Cuello · Argentina   | 2:07:35 | José Farías · Peru              | 2:11:21 | Genésio da Silva · Brasil    | 2:14:30 |
| 110 metros barreiras      | Juan Lavenás · Argentina       | 15.2    | Darcy Guimarães · Brasil        | 15.3    | Alfredo Mendes · Brasil      |         |
| 400 metros barreiras      | Roberto González · Argentina   | 55.2    | Darcy Guimarães · Brasil        | 56.1    | Guillermo Sayán · Peru       |         |
| 4×100 metros estafetas    | Argentina                      | 42.5    | Brasil                          | 42.6    | Peru                         |         |
| 4×400 metros estafetas    | Brasil                         | 3:20.6  | Argentina                       | 3:20.8  | Uruguai                      |         |
| Salto em altura           | Julio Mera · Peru              | 1.85    | José Castro · Peru              | 1.85    | Alfredo Mendes · Brasil      | 1.85    |
| Salto à vara              | Walter Rehder · Brasil         | 3.90    | Lúcio de Castro · Brasil        | 3.90    | Luís Taliberti · Brasil      | 3.80    |
| Salto em comprimento      | Márcio de Oliveira · Brasil    | 7.37    | João Rehder Netto · Brasil      | 7.31    | Gualberto Castilla · Uruguai | 6.94    |
| Salto triplo              | João Rehder Netto · Brasil     | 14.59   | Néstor Tenorio · Argentina      | 14.56   | Carlos Pinto · Brasil        | 14.28   |
| Arremesso de peso         | Carmine Di Giorgio · Brasil    | 14.14   | Héctor Berra · Argentina        | 14.04   | Rodolfo Butori · Argentina   | 13.78   |
| Lançamento de disco       | Antônio Giusfredi · Brasil     | 44.32   | Bento Barros · Brasil           | 42.10   | Argos Fiaccadori · Argentina | 41.25   |
| Lançamento do martelo     | Assis Naban · Brasil           | 51.39   | Federico Kleger · Argentina     | 48.85   | Juan Fusé · Argentina        | 48.38   |
| Lançamento do dardo       | Luís Pagliari · Brasil         | 55.47   | João Vizzone · Brasil           | 53.62   | Juan Urbán · Argentina       | 52.40   |
| Decatlo                   | João Rehder Netto · Brasil     | 6260    | Pedro Furné · Argentina         | 6139    | José de Souza Filho · Brasil | 6015    |
| Corta-Mato                | Raúl Ibarra · Argentina        | 57:45.2 | José Farías · Peru              | 59:09.8 | Eugenio Andrade · Brasil     | 59:48.0 |

## Quadro de medalhas
| Ordem | País      | Medalha de ouro | Medalha de prata | Medalha de bronze | Total |
| ----- | --------- | --------------- | ---------------- | ----------------- | ----- |
| 1     | Brasil    | 14              | 10               | 12                | 36    |
| 2     | Argentina | 9               | 10               | 7                 | 26    |
| 3     | Peru      | 1               | 3                | 2                 | 6     |
| 4     | Uruguai   | 0               | 1                | 3                 | 4     |

Legenda
| Recorde mundial       | Recorde mundial (World record)               |                       | Recorde africano                      | Recorde africano (African) |                                           | Q | Classificado por posição (Qualified) |
| Recorde do campeonato | Recorde do campeonato (Championship record)  | Recorde da América    | Recorde da América (Americas)         | q                          | Classificado por melhor tempo (Qualified) |   |                                      |
| Melhor marca do ano   | Melhor marca do ano (World leading)          | Recorde asiático      | Recorde asiático (Asian)              | DNS                        | Não largou (Did not start)                |   |                                      |
| Recorde nacional      | Recorde nacional (National record)           | Recorde europeu       | Recorde europeu (European)            | DNF                        | Não terminou (Did not finish)             |   |                                      |
| Recorde pessoal       | Recorde pessoal do atleta (Personal best)    | Recorde da Oceania    | Recorde da Oceania (Oceania)          | DSQ / DQ                   | Desclassificado (Disqualified)            |   |                                      |
| Recorde da temporada  | Recorde da temporada do atleta (Season best) | Recorde sul-americano | Recorde sul-americano (South America) | NM                         | Sem marca (No mark)                       |   |                                      |